# Pântano de Vassiugán
Vasyugan é um dos maiores pântanos do mundo, ocupando 53.000 km² no oeste da Sibéria. O pântano está localizado no oblast de Tomsk, Rússia, ao longo da margem esquerda do rio Ob. Está integrado na planície da Sibéria Ocidental.
O pântano é o principal reservatório de água doce da região e muitos rios nascem aqui.
O pântano é o habitat de várias espécies ameaçadas, gerando preocupação entre os ambientalistas locais, uma vez que a produção de óleo e gás tornou-se a principal atividade industrial da região.